# Отеро Гарсия, Хуан Хосе
Хуа́н Хосе́ Оте́ро Гарси́я (исп. Juan Jose Otero Garcia; 13 декабря 1913, Барселона — 1972, Москва) — испанский и советский военный деятель, участник Великой Отечественной войны, включая битву за Москву. Также участвовал в Гражданской войне в Испании.

## Биография
Хуан Хосе Отеро Гарсия родился 13 декабря 1913 года в Барселоне. По профессии механик. В 1936 году вступил в Коммунистическую партию Испании. В годы Гражданской войны в Испании служил лётчиком ВВС в звании лейтенанта.
Вместе с другими молодыми испанцами, приехавшими в СССР в 1939 году, работал на Харьковском тракторном заводе в цехе сборки двигателей. В этой непростой профессии нельзя было обойтись без помощи советских инженеров, которые щедро делились своим опытом и помогали ему осваивать новую работу. В октябре 1940 года советско-испанская интернациональная бригада завода завоевала Красное Знамя победителей в социалистическом соревновании.
Именно в Харькове Отеро Гарсия узнал о том, что началась Великая Отечественная война. Испанцы искали возможность немедленно присоединиться к Красной Армии для борьбы с войсками нацистской Германии. В октябре 1941 года в Харькове испанцы познакомились с полковником Ильёй Григорьевичем Стариновым, который зачислил их в отряд особого назначения, а позже в Высшую оперативную школу особого назначения, в которой Хуан Отеро и прошёл все годы войны.
Первое участие в бою прошло в зимний период 1941—1942 годов на южном берегу Таганрогского залива. В феврале — марте 1942 года диверсионные группы испанцев, базировавшиеся в селе Шабельское, под покровом ночи перебирались по толстому (до 50 см) льду залива и атаковали немецкие войска на северном таганрогском берегу. Взрывали мосты, склады с боеприпасами, узлы связи, отдельные машины и прочие. Немецким войскам пришлось направлять свои боевые части с фронта, чтобы усилить защиту своих коммуникаций.
После выполнения боевых задач на юге была получена новая задача по усилению партизанских отрядов, действовавших в тылу немецких войск на Калининском фронте. Партизанские отряды наносили противнику значительные потери на железных дорогах, препятствуя доставке на фронт живой силы и боевой техники. Так, в одном из эпизодов войны в августе 1943 года партизанский отряд, в котором воевал Хуан Отеро, организовал диверсию на железнодорожном полотне в районе Великих Лук. 11 вагонов с солдатами и офицерами, а также несколько вагонов с боеприпасами и топливными цистернами были полностью уничтожены. В звании старшего лейтенанта, командуя ротой отважных партизан, Отеро 5 раз переходил линию фронта и в общей сложности сражался в немецком тылу более 4 месяцев.
После демобилизации в декабре 1944 года он переехал в Москву и вернулся к своей гражданской работе механиком на 2-м Московском шарикоподшипниковом заводе.
В мае 1967 года Комитет ветеранов войны пригласил его в село Шабельское, где для него состоялась тёплая дружеская встреча. Хуан Хосе Отеро Гарсия посетил могилу своего соотечественника Мануэля Бельды, где почтил память этого отважного воина, павшего во время ледовых рейдов зимой в феврале 1942 года, и возложил венок. Жители села пригласили Хуана Отеро отдохнуть летом на море вместе с его женой. Вскоре военный исполнил это приглашение с радостью.
Скончался в Москве в 1972 году.

## Награды
Указ Президиума Верховного Совета СССР от 7 марта 1943 года гласит:
За доблесть и мужество, проявленные в партизанской борьбе против немецко-фашистских захватчиков – наградить ….№ 232 Отеро Хуана орденом Красного Знамени».
Как активный участник Великой Отечественной войны, Отеро Гарсия был удостоен и других государственных наград, таких как медаль «За отвагу», медаль «Партизану 1-й степени», медаль «За оборону Москвы», медаль «За оборону Кавказа», медаль «За победу над Германией в Великой Отечественной войне 1941—1945 гг.».
В августе 1968 года, к 25-летию его боевых заслуг перед советским государством, он получил медаль «За отвагу», которой был награждён ещё в годы Великой Отечественной войны.